# Czemlewo
Czemlewo is een plaats in het Poolse district  Bydgoski, woiwodschap Koejavië-Pommeren. De plaats maakt deel uit van de gemeente Dąbrowa Chełmińska en telt 10 inwoners.